# Stan wzbudzony
Stan wzbudzony, stan wzbudzenia – stan związany układu kwantowomechanicznego mający większą energię niż stan podstawowy. W fizyce atomowej jest pojęciem odnoszącym się do atomów lub cząsteczek. 
W stanie podstawowym atomu elektrony zapełniają orbitale zgodnie z regułą Hunda, ale w stanie wzbudzonym mogą występować na przykład dwa orbitale z niesparowanymi elektronami.
W przypadku cząsteczek wyróżnia się między innymi stany wzbudzone:
- elektronowe (związane ze zmianą stanu elektronowego)
- rotacyjne (związane z ruchem obrotowym cząsteczki lub jej fragmentu)
- wibracyjne (związane z drganiami atomów lub grup atomów względem siebie)
- rotacyjno-wibracyjne (gdy rozróżnienie wibracyjnych i rotacyjnych stopni swobody byłoby bezzasadne).